# Andrea Carlo Agostino Del Santo
Andrea Carlo Agostino Del Santo (Genova, 16 ottobre 1830 – Genova, 7 febbraio 1905) è stato un ammiraglio e politico italiano.

## Biografia
Nacque a Genova. Entrato giovanissimo in marina, Del Santo prese parte alla Guerra di Crimea e poi alla Terza guerra d'indipendenza italiana ove combatté nella battaglia di Lissa del 1866, restando tra i superstiti della nave Re d'Italia. Contrammiraglio nel 1877 e aiutante di campo di Umberto I nel 1878, fu poi messo a capo dell'Accademia Navale di Livorno nel 1881. Deputato dal 1882 al 1886 e ministro della marina sotto il governo Depretis fu creato senatore nel 1890.